# Аникеева, Лидия Александровна
Ли́дия Алекса́ндровна Аникеева (4 июля 1950, Курахово, Сталинская область — 23 июля 2024, Пермь) — советская и российская актриса театра и кино. Народная артистка Российской Федерации (1996).

## Биография
Родилась 4 июля 1950 года в посёлке Кураховгрэс (ныне город Курахово) Донецкой области Украинской ССР.
В 1973 году окончила Театральное училище имени Щукина (курс Татьяны Кирилловны Коптевой). Была принята на работу в Пермский академический театр драмы (Театр-Театр). За годы карьеры сыграла около сотни ролей на сцене. С 1998 года преподавала актёрское мастерство в местном институте искусства и культуры.
Принимала участие в фильме «Любофф» (1991), а также в телесериале «Реальные пацаны», сыграв Анну Николаевну, классную руководительницу Коляна в дебютном сезоне 2010 года, исполнила главную роль Веры Фёдоровны Коммиссаржевской в фильме-спектакле «Чехов в Ялте» (2010).
Скончалась 23 июля 2024 года в Перми в возрасте 74 лет, после продолжительной болезни. Прощание с актрисой прошло утром 26 июля на большой сцене в Театре-Театре.

### Личная жизнь
- Была замужем за своим коллегой, заслуженным артистом РСФСР Олегом Петровичем Выходовым.

## Награды и звания
- Народная артистка Российской Федерации (13 июня 1996) — за заслуги перед государством и многолетний добросовестный труд[4].
- Заслуженная артистка РСФСР (18 июня 1984) — за заслуги в области советского театрального искусства[5].
- Галерея Славы Пермской области (1985).